# 小行星7693
小行星7693（7693 Hoshitakuhai）是一颗围绕太阳公转的小行星。1982年11月20日，關勉在藝西天文台发现了此天体。
該小行星以日本加古川太空科學協會的一項活動「星宅配」命名。
这颗小行星的绝对星等为32.17546504533762等。